# 4F Racing Team
4F E-VIVE Racing Team to zawodowa grupa kolarska założona 2 lutego 2012 roku w Kielcach. Trenerem jest Andrzej Piątek, który jako trener reprezentacji Polski na Olimpiadzie w Pekinie doprowadził Maję Włoszczowską do srebrnego medalu. Obecnie grupa składa się z 3 zawodników: Pauli Goryckiej, Moniki Żur oraz Adriana Kucharka. Liderką grupy jest Paula - brązowa medalistka Mistrzostw Świata do lat 23.

## Ważniejsze sukcesy
- 24 marca 2012: Adrian Kucharek zajął 6. miejsce w Poland Bike Marathon.
- 14 kwietnia 2012: Paula Gorycka zajmuje 5. miejsce, a Monika Żur 14 w zawodach Pucharu Świata w Houffalize.
- 5 maja 2012: Gorycka wygrywa eliminacje Pucharu Polski w Żerkowie przed Sadłecką i Szafraniec.
- 12 maja 2012: Paula Gorycka z 4F E-VIVE Racing Team trzecia w zawodach Pucharu Świata MTB w Czechach.
- 9 czerwca 2012: Paula Gorycka zajęła drugie miejsce na trasie Mistrzostw Europy MTB w Moskwie w kategorii U-23.
- 8 lipca 2012: Paula Gorycka zdobywa złoto na Mistrzostwach Polski MTB w Kielcach w kategoriach Elita kobiet oraz U-23, a Monika Żur została mistrzynią młodzieży.
- 11 sierpnia 2012: Paula Gorycka debiutuje w Igrzyskach Olimpijskich zajmując 22. miejsce.
- 8 września 2012: Paula Gorycka brązową medalistką Mistrzostw Świata rozegranych w austriackim Saalfelden am Steinernen Meer[1].